# Congregação Cristã no Brasil

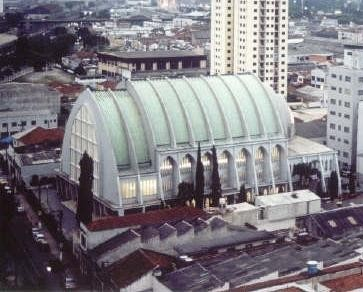
Hauptkirche in São Paulo

Die Congregação Cristã no Brasil (CCB) ist eine pfingstlerische Kirche in Brasilien.
Die Kirche wurde 1910 von dem US-amerikanisch-italienischen Missionar Luigi Francescon (1866–1964) in Brasilien gegründet. Seine zehn Missionsreisen durch Brasilien hatten insbesondere unter italienischen Einwanderern Erfolg. Die Kirchengründung gehörte zur ersten Welle der Pfingstbewegung in Brasilien. Neben der Kirche Assemblies of God, die seit 1910 mit den US-amerikanisch-schwedischen Missionaren Daniel Berg und Gunnar Vingren begann, gehört die Congregação Cristã no Brasil zu den ersten Kirchengründungen der Pfingstbewegung in Brasilien. Ihr Sitz befindet sich in São Paulo, wo sich die Hauptkirche befindet.